# Charles James Blomfield
Charles James Blomfield (29 mai 1786 - 5 août 1857) est un théologien anglican et classiciste britannique et un évêque de l'Église d'Angleterre pendant 32 ans.

## Jeunesse et éducation
Charles James Blomfield est né à Bury St Edmunds, Suffolk, le fils aîné (et l'un des dix enfants) de Charles Blomfield (1763–1831), un maître d'école (tout comme le grand-père de Charles James, James Blomfield), conseiller municipal en chef de Bury St Edmunds, et sa femme, Hester (1765–1844), fille d'Edward Pawsey, un épicier de Bury. Il est donc inhabituel de devenir évêque de Londres sans être issu d'un milieu ecclésiastique, aristocratique ou propriétaire terrien. Il est le frère d'Edward Valentine Blomfield, un érudit classique.
Il fait ses études au lycée de Bury St Edmunds, refusant une bourse pour le Collège d'Eton après un bref séjour là-bas.
Blomfield s'inscrit au Trinity College de Cambridge en 1804. À Cambridge, il a pour professeur John Hudson, mathématicien et membre du clergé. Blomfield remporte les médailles Browne pour les odes latines et grecques et la bourse Craven. Il obtient son diplôme BA (3rd Wrangler et 1st Chancellor's medal in classics) en 1808, MA en 1811, BD en 1818, DD (per lit. reg.) en 1820.

## Carrière
Blomfield devient membre du Trinity College en 1809,. Il publie une édition du Prométhée d'Eschyle en 1810 puis les éditions du Septem contra Thebas, Persae, Choephori et Agamemnon, de Callimachus, et des fragments de Sappho, Sophron et Alcaeus,.
Blomfield, cependant, cesse bientôt de se consacrer entièrement à l'érudition. Ordonné diacre en mars 1810 et prêtre en juin 1810, il occupe une cure à Chesterford, devient recteur de Quarrington (Lincolnshire ; 1810-1820), de Dunton, Buckinghamshire (1811–17), de Tuddenham, Suffolk (1817-1820), de Little Chesterford, Essex (1817-1824) et de St Botolph-without-Bishopsgate, Londres (1820-1828)
Pendant son séjour à Dunton, il est le professeur de George Spencer (plus tard Ignatius Spencer), et ils correspondent pendant plusieurs années après. En 1817, il est nommé aumônier privé de William Howley, évêque de Londres. En 1819, il est nommé à la riche cure de St Botolph-without-Bishopsgate, et en 1822, il devient archidiacre de Colchester. Deux ans plus tard, il est nommé évêque de Chester où il mène à bien de nombreuses réformes indispensables,,.
En 1828, il est nommé conseiller privé et devient évêque de Londres, poste qu'il occupe pendant vingt-huit ans. Il est le plus jeune évêque connu de Londres - ses cinq plus jeunes enfants sont nés à Fulham Palace - et son énergie et son zèle contribuent beaucoup à étendre l'influence de l'église. Il est l'un des meilleurs débatteurs de la Chambre des lords et prend une position de leader dans l'action pour la réforme de l'Église qui aboutit à la commission ecclésiastique, et fait beaucoup pour l'extension de l'épiscopat colonial ; et sa nature cordiale et bienveillante fait de lui un médiateur inestimable dans les controverses suscitées par le Mouvement d'Oxford. Entre 1833 et 1841, il consacre quatre des Magnificent Seven cimetières de Londres. Il apporte également un certain nombre de modifications au palais de Fulham, notamment en plantant un grand nombre d'arbres qui subsistent aujourd'hui .

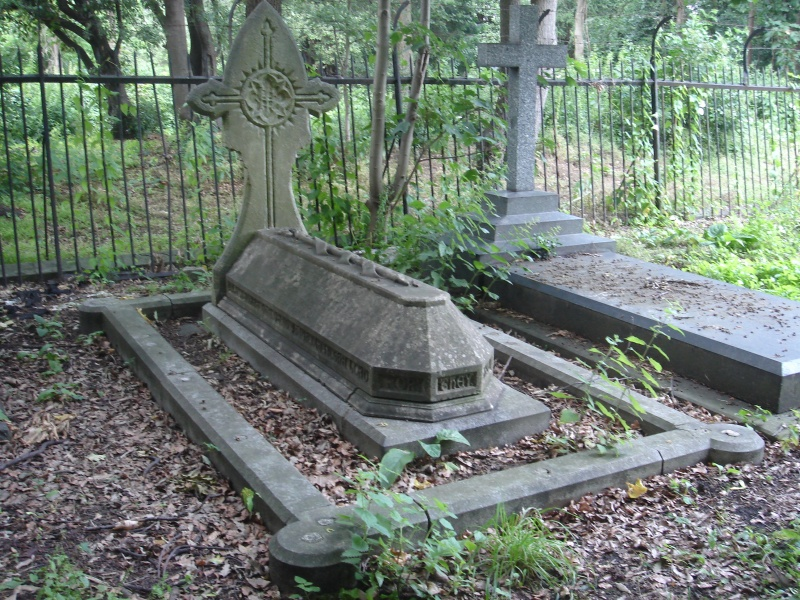
Monument funéraire, All Saints, Fulham, Londres.

## Dernières années
En 1856, il est autorisé à démissionner de son évêché en raison de problèmes de santé, conservant Fulham Palace comme résidence, avec une pension de 6 000 £ par an.
Blomfield est enterré dans le cimetière de l'église All Saints, Fulham, Londres et un mémorial lui est dédié, par G. Richmond, peut être vu à la cathédrale Saint-Paul le long du mur sud du déambulatoire.

## Ouvrages publiés
Ses ouvrages publiés, à l'exclusion de ceux mentionnés ci-dessus, consistent en des pamphlets, des sermons, des conférences et des brochures, et en un manuel de prières privées et familiales. Il contribue fréquemment aux revues trimestrielles, principalement sur des sujets classiques.

## Vie privée
Blomfield épouse Anna Maria Heath le 6 novembre 1810 à Hemblington, Norfolk et ils ont six enfants :
- Anna Maria Blomfield (1811-1812)
- Charles James Blomfield (1813-1813)
- Maria Blomfield (1814–1884)
- Charles-William Blomfield (1815-1815)
- Edouard Thomas Blomfield (1816–1822)
- Charles James Blomfield (1818-1818)

Anna Maria est décédée le 16 février 1818 à l'âge de 33 ans à Hildersham, Cambridgeshire.
Blomfield épouse alors Dorothy (née Cox, veuve de Thomas Kent de Hildersham, Cambridgeshire) le 17 décembre 1819 à St George, Hanover Square, Londres, et ils ont onze enfants :
- Charles James Blomfield (1820-1822)
- Mary Frances Blomfield (1821-1869)
- Frederick George "Fred" Blomfield (1823–1879), recteur
- Isabelle "Isy" Blomfield (1824–1879)
- Henry John Blomfield (1825-1900), Marine royale
- Francis "Frank" Blomfield (1827–1860), noyé dans la catastrophe du vapeur SS Northerner au large de la côte californienne
- Arthur Blomfield (1829–1899), architecte
- Lucy Elizabeth Blomfield (1830–1864)[6], auteur pour enfants "Tante Lucy"
- Charles James Blomfield (1831-1915), émigre au Canada en 1858
- Alfred Blomfield (1833–1894), évêque de Colchester
- Dorothy Hester "Dora" Blomfield (1836–1886)

Il est le grand-père du poète et auteur d'hymnes Dorothy Gurney (née Blomfield) (1858–1932), de l'architecte Sir Reginald Blomfield (1856–1942) et du paléontologue, géologue et malacologue Francis Arthur Bather (1863–1934).
Dorothy a également un fils de son premier mariage, Thomas Fassett Kent (1817–1871), avocat (il est le père de la poétesse Armine Thomas Kent).